# Ocean’s Thirteen
Ocean’s Thirteen – sequel filmu Ocean’s Twelve: Dogrywka z 2004 roku, który z kolei jest kontynuacją filmu Ocean’s Eleven: Ryzykowna gra z roku 2001, będącego reprodukcją oryginalnej wersji filmu Rat Pack Film (1960). Reżyserem Ocean’s Thirteen jest Steven Soderbergh. Praca nad filmem rozpoczęła się w lipcu 2006 roku. Scenariusz napisali Brian Koppelman i David Levein. Producentem jest Jerry Weinntraub. Film miał premierę 24 maja 2007

## Fabuła
Reuben Tishkoff (Elliott Gould), aby zabezpieczyć się finansowo na późniejsze lata, wiąże się z hotelarzem Willym Bankiem (Al Pacino), by zbudować Hotel i Kasyno w Las Vegas o nazwie „The Midas”. Bank jednak dokonuje zmian w finalnym kontrakcie tak, aby trzymać Reubena z daleka. Dodatkowo szantażuje go, aby ten spisał się z połowy udziałów w biznesie. Reuben dostaje zawału serca, a leżąc w łóżku zupełnie traci ochotę do życia. Przyjaciel Reubena – Danny Ocean (George Clooney) próbuje wpłynąć na Banka, aby ten przemyślał układ, ale Bank odmawia. Wówczas Danny zbiera tę samą grupę, co w Ocean’s 11 i Ocean’s 12, by zemścić się na Banku. Mają plan, aby dokonać w kasynie (o zmienionej już nazwie na „The Bank”) natychmiastowej wygranej w momencie otwarcia kasyna dla graczy.
Grupa Danny’ego aranżuje atak na Banka. Pierwszym krokiem jest powstrzymanie go przed wygraną Five Diamond Award, najwyższej nagrody, jaką hotel może otrzymać. Saul Bloom (Carl Reiner) wciela się w podstawionego recenzenta hoteli. Bank liczy na nagrodę, jako że otrzymywał ją za inne swoje hotele.
Prawdziwy recenzent (David Paymer) za to umyka uwadze Banka, a grupa Oceana szykuje mu najgorsze z możliwych powitanie. Pokój wypełniają śmierdzącymi gazami, w najlepszej restauracji Banka podają mu zatrute jedzenie, po którym dostaje biegunki, oraz podrzucają do materaca pluskwy, przez które dostaje dokuczliwej wysypki. Na końcu rzekoma ochrona Banka wyrzuca recenzenta z hotelu.
Ocean otwarcie kradnie Bankowi renomę i najlepszych, bo najbogatszych klientów kasyna. Jest to taktyka mająca na celu odwrócić uwagę właściciela kasyna od tego, co miało nastąpić. Głównym celem było zabranie mu wszystkich pieniędzy. Następnym więc krokiem jest manipulacja przy automatach wrzutowych, które przy odpowiedniej instalacji powinny wypłacać duże sumy wielu klientom. Wówczas zniweczą plany Banka i jego pięciusetmilionowy dochód, który miał być gwarantem do utrzymania własności hotelu i kasyna.
Grupa Oceana infiltruje firmę w Meksyku, która produkuje kości do gry, tak aby dokonać manipulacji u źródła, w którym kasyno się zaopatruje. Dodatkowo modyfikuje automaty wrzutowe tak, aby te wypłacały w zgodzie z ustalonym odgórnie rytmem wrzucania monet.
Niestety następują komplikacje i dochodzi do strajków w fabryce meksykańskiej. Zarządzający bowiem chcą ją zamknąć. Livingston (Eddie Jemison) nie może zrealizować planu dotyczącego modyfikacji maszyn rozdających karty. Dodatkowo grupa Oceana dowiaduje się, że Bank zainstalował system sztucznej inteligencji „Greco”, która potrafi wykryć jakiekolwiek manipulacje maszyn kasynowych i identyfikuje oszustów poprzez odczyty biometryczne. Muszą skontaktować się z ekspertem w sprawach technicznych – Roman Nagel (Eddie Izzard). Ten zaś wyjaśnia, że systemu nie da się obejść, ale można go unieruchomić na kilka minut poprzez zastosowanie magnetronu blisko płyty głównej. Posługując się więc chciwością Banka grupa Ocean podsuwa mu specjalnie zmodyfikowany telefon, na który Bank miał ochotę od dłuższego czasu, ale nie mógł go dostać. Telefon ma zainstalowany magnetron.
Wiedząc, że klientela wygra masywne pieniądze grupa musiała również opracować sytuację, która zmusi gości do opuszczenia kasyna i wypłaty wygranych. Dlatego też muszą zaaranżować katastrofę typu trzęsienie ziemi. Aby tego dokonać muszą zamówić maszynę borującą pod ziemią, której praca spowoduje poruszenie budynku kasyna i doprowadzi do natychmiastowej ewakuacji.
Koszty jednak przewyższają budżet i następnym pomocnikiem w sprawie okazuje się właściciel kasyna Terry Benedict (Andy García). Terry uważa Banka za bezguście niweczące reputację najlepszych kasyn i ich właścicieli. Zgadza się na finansowanie projektu w zamian za podwojenie udziału oraz za kolekcję diamentowych naszyjników, które Bank kupował zawsze, kiedy wygrywał „Five Diamond Award”.
W ostatniej chwili opracowują plan, gdzie młody i obiecujący Linus (Matt Damon) uwodzi atrakcyjną asystentkę Banka Abigail Sponder (Ellen Barkin).
Wówczas to grupa Oceana wysyła Reubenowi list, aby wspomóc jego powrót do zdrowia. Ten zaś po przeczytaniu go znajduje siły, aby pojawić się na otwarciu kasyna.
Wszystko toczy się w zgodzie z planem. Greco zostaje zresetowany na kilka minut, drżenie budynku doprowadza do ewakuacji ludzi z wygranymi, Linus uwodzi Sponder i oboje dostają się do sekretnego pokoju z diamentami. Do akcji wkracza jednak FBI i aresztują Livingstona, który próbował założyć instalacje na maszynie rozdającej karty. Bank nakazuje sprawdzenie Livingstona w bazie danych, aby rozpracować jego wspólników. Załoga działa jednak prężnie i poprzez odwrócenie uwagi Banka w ostatniej chwili włamują się do jego systemu i zmieniają dane przesłane przez FBI modyfikując również zdjęcia.
Agent FBI aresztuje również Linusa. Przy próbie ewakuacji z dachu budynku kasyna wychodzi na jaw, że agent FBI to ojciec Linusa – Bobby Caldwell (Bob Einstein), który zainscenizował aresztowanie Livingstona po to, by odwrócić uwagę Banka. W efekcie wymienił on dobre maszyny na przeinstalowane.
Linus i Bobby oczekują na transport helikoptera, ale pojawia się François Toulour (Vincent Cassel), złodziej z Europy zwany „Night Fox”. Celując w nich z pistoletu domaga się przekazania diamentów. Ewakuując się z dachu dostrzega jednak, że diamenty, które dostał są tanią podróbką. Dopiero wtedy Linus, Caldwell i Basher z pomocą helikoptera i kilku ładunków wybuchowych kradną prawdziwe diamenty wyrywając całą wystawę z dachu kasyna.
Widząc gości wybiegających z kasyna, a także odlatująca kolekcję diamentów Bank zdaje sobie sprawę z misternie uknutego planu. Przypomina sobie oszusta, który rzekomo recenzował jego hotel i że został zrujnowany dzięki Oceanowi.
Grupa wie dokładnie, że Benedict próbował wkraść się w plan, aby mieć pewność, że diamenty będą należały do niego. Dlatego też nie wywiązują się z wcześniejszej umowy, a pieniądze, które mu obiecali przekazują w jego imieniu na cele charytatywne. Biorąc udział w popularnym talk-show „Oprah” nazywa go bohaterskim filantropem.
Jako rekompensatę dla biednego recenzenta Rusty ustawia automat wrzutowy na jednym z lotnisk na jackpot $11 milionów tak, aby ten mógł wynagrodzić sobie koszmar zgotowany u Banka.

## Obsada

### Trzynastka
- George Clooney – Danny Ocean
- Brad Pitt – Rusty Ryan
- Matt Damon – Linus Caldwell / Lenny Pepperidge
- Andy García – Terry Benedict
- Elliott Gould – Reuben Tishkoff
- Don Cheadle – Basher Tarr
- Bernie Mac – Frank Catton
- Casey Affleck – Virgil Malloy
- Scott Caan – Turk Malloy
- Eddie Jemison – Livingston Dell
- Carl Reiner – Saul Bloom
- Shaobo Qin – „The Amazing” Yen
- Eddie Izzard – Roman Nagel

### Inne role
- Al Pacino – Willie Bank
- Ellen Barkin – Abigail Sponder
- Vincent Cassel – François Toulour
- Bob Einstein – agent Robert „Bobby” Caldwell
- Olga Sosnovska – Debbie
- David Paymer – „V.U.P.”
- Julian Sands – Greco Montgomery
- Jerry Weintraub – Denny Shields
- Oprah Winfrey – ona sama